# Paddington Bär

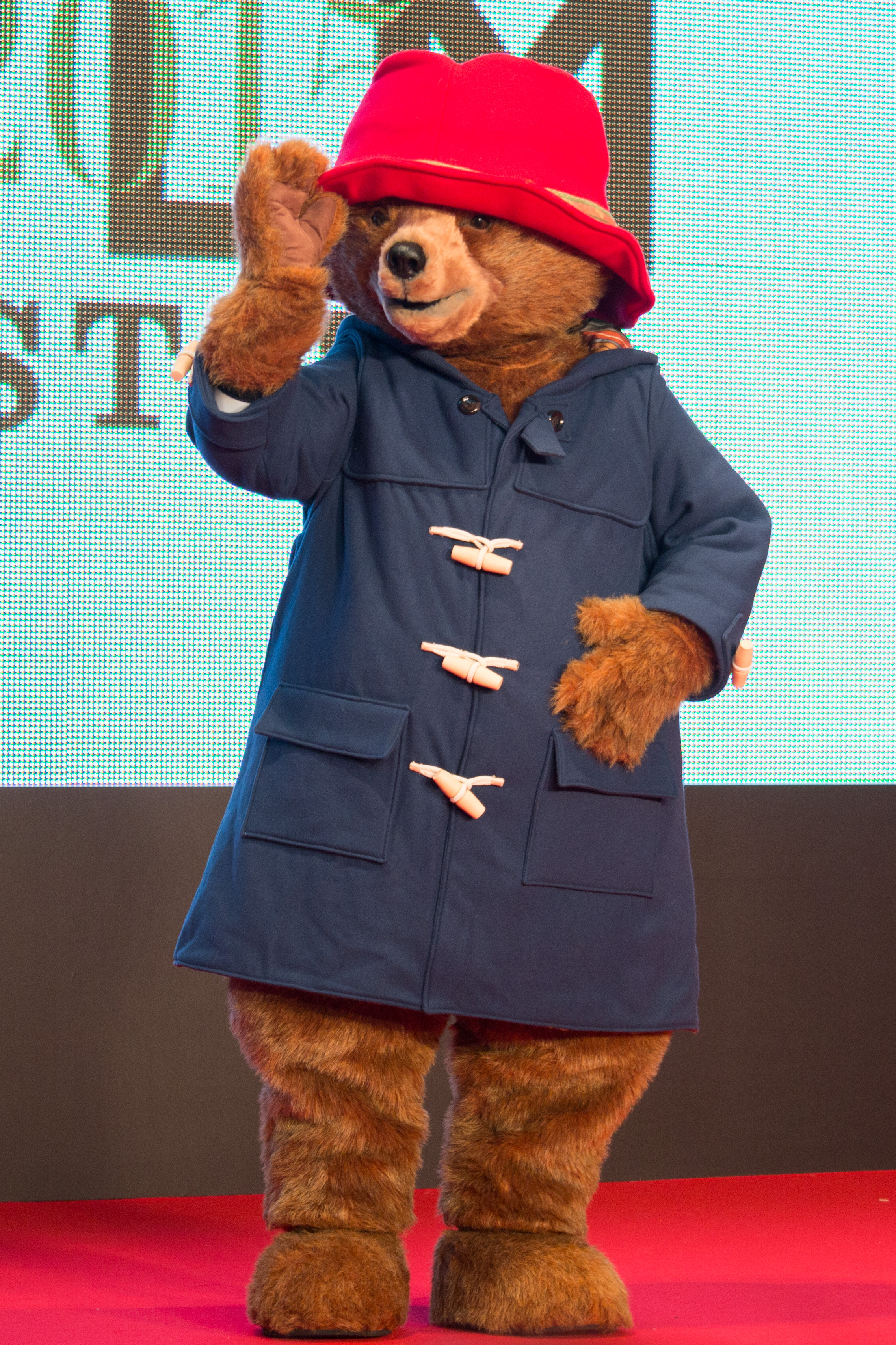
Paddington Bear bei der Vorstellung des Films Paddington (2014) beim Tokyo International Film Festival 2015

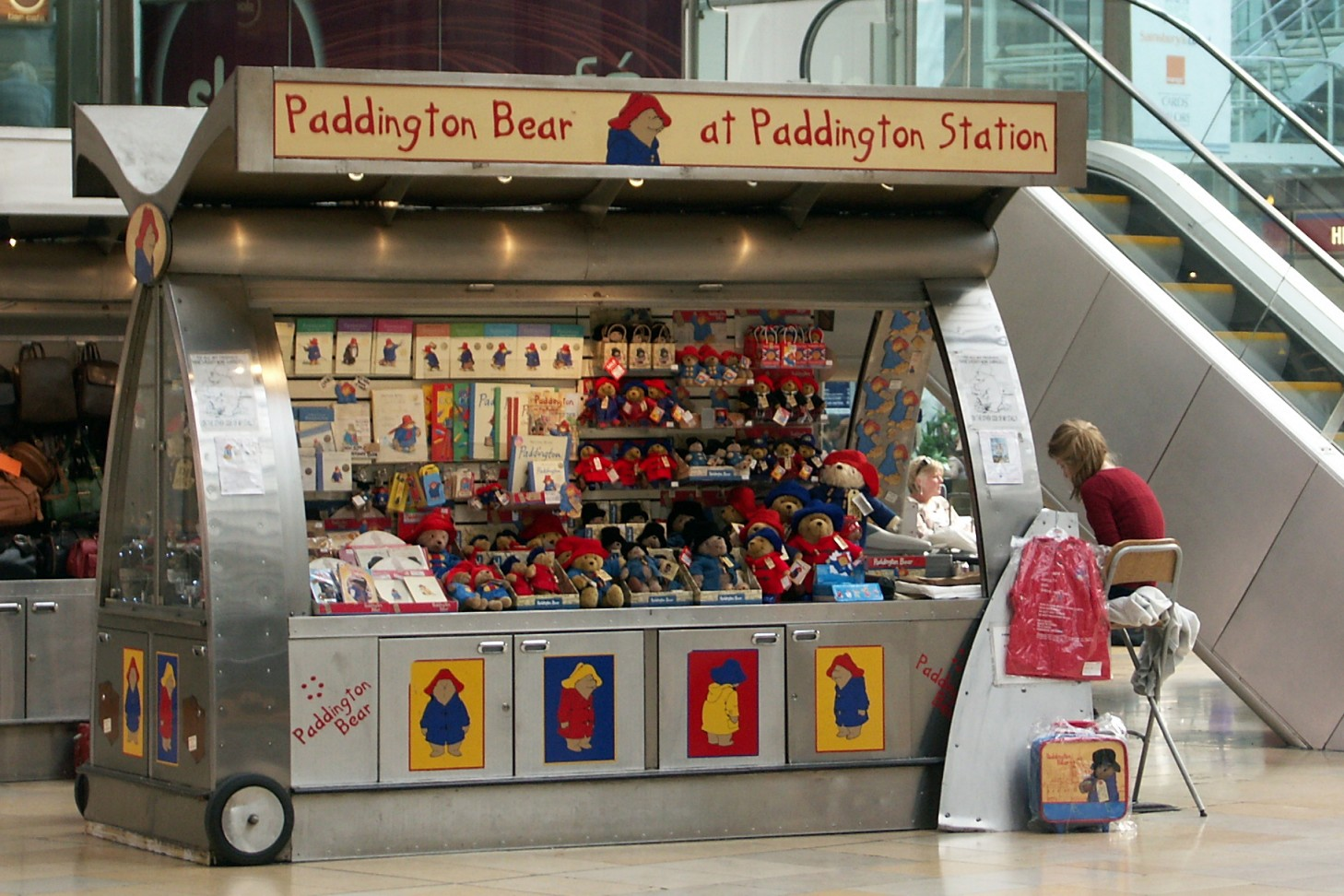
Paddington Station – Verkaufswagen mit Paddington-Bären

Paddington Bär ist eine in Großbritannien sehr bekannte Kinderbuchfigur von Michael Bond, die 1958 nach dem gleichnamigen Bahnhof in London benannt wurde.

## Inhalt
Im ersten Band A Bear Called Paddington (deutsch Ein Bär mit Namen Paddington), dem 26 weitere bis zum Jahr 2017 folgten, trifft eine englische Familie im Londoner Bahnhof Paddington einen Bären, der aus dem „dunkelsten Peru“ (darkest Peru) stammt. Mr. Henry und Mrs. Mary Brown entdecken den Bären auf dem Bahnsteig, als sie ihre Tochter Judy vom Zug abholen wollen. Der kleine Bär trägt ein Schild um den Hals, auf dem steht: Please look after this Bear, thank you („Bitte kümmern Sie sich um diesen Bären, danke schön“). Mrs. Brown findet, man müsse ihn mitnehmen, weil man ja nicht wisse, was sonst alles mit ihm passieren könne. Sie nennen ihn nach dem Bahnhof, in dem sie ihn getroffen haben: Paddington.
Der Bär ist etwas Besonderes. Er kann sprechen und hat gute Manieren. Er hat eine besondere Vorliebe für Marmelade aus Bitterorangen. Er trägt entweder eine grüne Baskenmütze (green beret with a pom-pom on top) oder einen roten Hut und einen dunkelblauen Dufflecoat. Für Familie Brown beginnt mit Paddington eine unruhige Zeit. Der Bär hat zwar gutes Benehmen, aber er gerät immer wieder in missliche Situationen: Things are always happening to me. I’m that sort of bear. („Mir passiert immer wieder was. Ich bin die Art Bär.“).

## Bücher
Im Benziger Verlag erschienen die auf Deutsch übersetzten Bücher in folgender Reihenfolge:
1. Unser kleiner Bär
2. Neue Abenteuer des kleinen Bären
3. Der kleine Bär hilft, wo er kann
4. Der kleine Bär macht Ferien
5. Der kleine Bär weiß, was er will
6. Wirbel um den kleinen Bären
7. Der kleine Bär in der Klemme
8. Wer hilft dem kleinen Bären
9. Der kleine Bär feiert Geburtstag
10. Der kleine Bär und seine Freunde

## Fernsehen
Die Buchreihe diente als Vorlage für die Puppenserie Paddington (1975–1984) und die Zeichentrickreihen Paddington Bear (USA, 1989), welche 1994 erstmals in Deutschland auf RTL ausgestrahlt wurde, und Die Abenteuer von Paddington Bär (1997–2001). Letztere wurde in Deutschland mehrmals im KiKA gezeigt.

## Verfilmungen
Die britische Filmkomödie Paddington erschien 2014 mit Ben Whishaw in der Rolle des Paddington und Nicole Kidman, die Millicent spielt. Regie führte Paul King, von dem auch das Drehbuch stammt. 2017 erschien die Fortsetzung Paddington 2. Eine weitere Fortsetzung Paddington in Peru wurde von Studiocanal produziert und kam im November 2024 in die britischen Kinos.

## Trivia
In einem vorher aufgezeichneten Video zur Eröffnung der Platinum Party at the Palace am 4. Juni 2022 gesellte sich Paddington zu Königin Elisabeth II. zum Tee mit Marmeladen-Sandwiches im Buckingham-Palast, bevor sie ihre Teetassen zum Beat von We Will Rock You klopften. Während ihres Treffens verriet die Königin, dass auch sie immer ein Marmeladensandwich für Notfälle in ihrer Handtasche aufbewahre.